# Doi Lo (huyện)
Doi Lo (tiếng Thái: ดอยหล่อ) là một huyện (amphoe) của tỉnh Chiang Mai ở phía bắc Thái Lan.

## Địa lý
Các huyện giáp ranh (từ tây nam theo chiều kim đồng hồ) là Chom Thong, Mae Wang, San Pa Tong of Chiang Mai Province, Pa Sang và Wiang Nong Long của tỉnh Lamphun.

## Lịch sử
Tiểu huyện (King Amphoe) được thành lập ngày 1 tháng 4 năm 1995, khi 4 tambon được tách khỏi Chom Thong.
Theo quyết định của chính phủ Thái Lan ngày 15 tháng 5 năm 2007, tất cả 81 tiểu huyện đều được nâng thành huyện. Với việc đăng Công báo hoàng gia ngày 24 tháng 8, quyết định nâng cấp này thành chính thức
.

## Hành chính
Huyện này được chia thành 4 phó huyện (tambon), các đơn vị này lại được chia thành 54 làng (muban). Không có khu vực đô thị (thesaban, và 4 Tổ chức hành chính tambon (TAO).
| Số TT | Tên        | Tên tiếng Thái | Số làng | Dân số |  |
| ----- | ---------- | -------------- | ------- | ------ |  |
| 1.    | Doi Lo     | ดอยหล่อ         | 26      | 12.809 |  |
| 2.    | Song Khwae | สองแคว         | 8       | 5.560  |  |
| 3.    | Yang Khram | ยางคราม        | 11      | 5.182  |  |
| 4.    | Santi Suk  | สันติสุข          | 9       | 4.072  |  |